# Pedras Grandes
Pedras Grandes este un oraș în Santa Catarina (SC), Brazilia.